# Saltoro Kangri
Saltoro Kangri is een 7742 meter hoge bergtop in de Karakoram, in betwist gebied tussen India en Pakistan. De berg is de hoogste top in een bergketen die Saltoro Muztagh wordt genoemd. Deze bergketen loopt ten zuidwesten van de Siachengletsjer, die grotendeels in Indiase handen is. De dalen aan de zuidwestelijke kant van de Saltoro Muztagh staan onder Pakistaans bestuur. Saltoro Kangri is qua hoogte de 31e berg ter wereld.
Vanwege de grote militaire aanwezigheid in het gebied rond de bestandslijn komen er maar weinig bergklimmers. Een Britse vooroorlogse expeditie in 1957, onder leiding van Eric Shipton, was de aanleiding van spanningen tussen India en Pakistan, omdat de klimmers alleen een Pakistaanse vergunning hadden. Deze expeditie deed geen poging de top te bereiken. De top werd voor het eerst beklommen in 1962, door een Japans-Pakistaanse expeditie. Sindsdien zijn er weinig pogingen gedaan.